# Real Instituto y Observatorio de la Armada
El Real Instituto y Observatorio de la Armada (conocido abreviadamente como ROA) es un centro científico de investigación y difusión cultural perteneciente a la Armada Española y situado en la localidad de San Fernando (Cádiz). 
Cumple las funciones específicas de observatorio astronómico y geofísico, además de ser un centro de formación superior para el personal científico de la Marina de Guerra Española y de contar con una biblioteca que alberga 30 000 volúmenes. Es considerado el centro científico moderno más antiguo de España y uno de los más importantes del mundo. El Real Instituto y Observatorio de la Armada constituyó uno de los más importantes ejemplos de la arquitectura neoclásica en el entorno de Cádiz. El edificio del ROA fue construido a finales del siglo XVIII sobre el Cerro de Torre Alta, caracterizándose arquitectónicamente por su gran simplicidad y pureza de líneas. La actual sede del ROA sustituyó a la anterior, situada en Cádiz y de escasa altitud para la observación astronómica.

## Situación geográfica

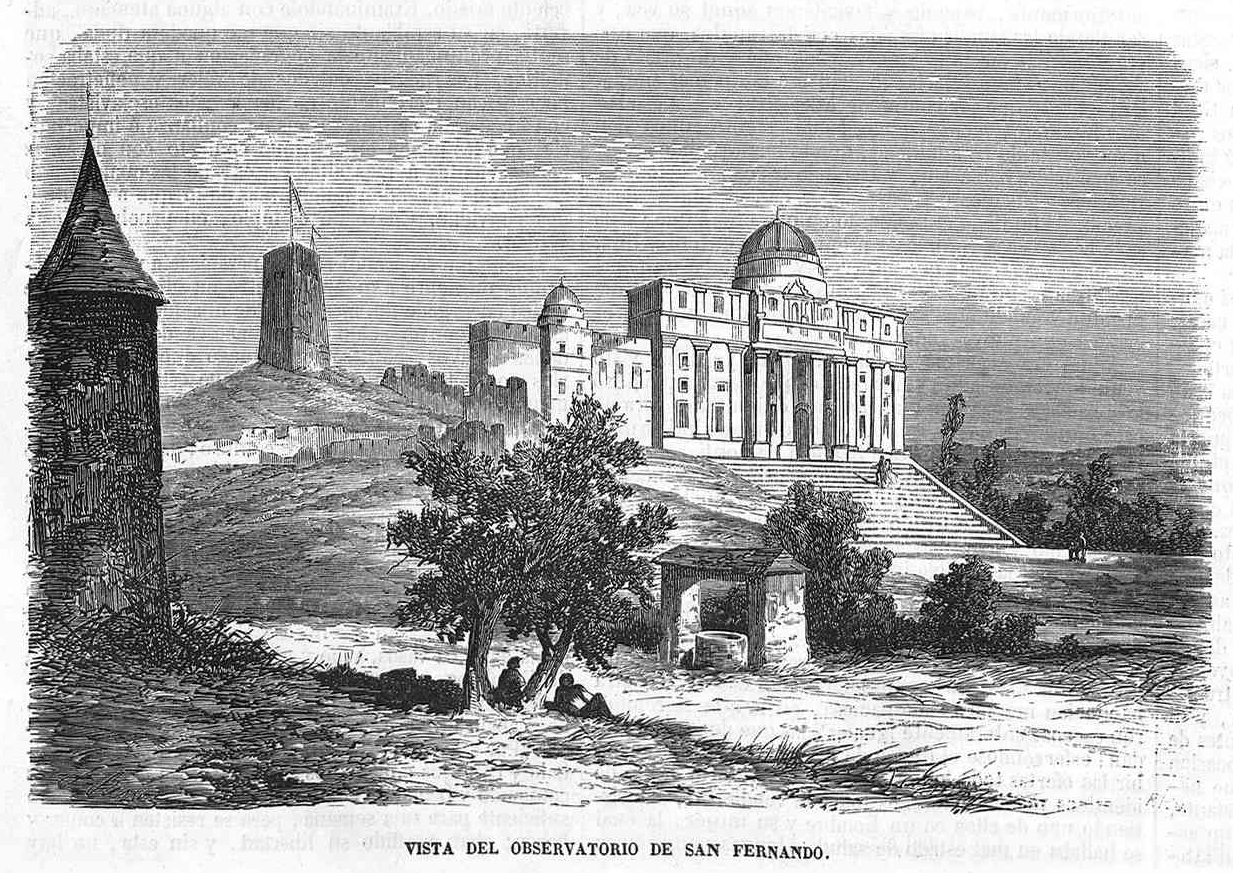
Vista del observatorio a mediados del siglo (El Museo Universal, 1861)

Desde finales del siglo XVIII, el Real Instituto y Observatorio de la Armada se levanta sobre el Cerro de Torre Alta, pequeña elevación del terreno que cuenta con apenas 30 metros de altitud, pero que es la mayor altura de todo el término municipal de San Fernando. Este hecho, además de hacer visible al ROA desde toda la bahía gaditana, favorecía la observación astronómica. Actualmente esta labor se ve dificultada por la excesiva contaminación lumínica que existe en la ciudad isleña y su entorno. Anteriormente a estar situado en este Cerro de Torre Alta, el Observatorio de Marina se encontraba en la ciudad de Cádiz, en una zona de escasa altitud, por lo que, al ser trasladado a la antigua Isla de León se buscó una zona elevada para construir el nuevo centro.

## Descripción

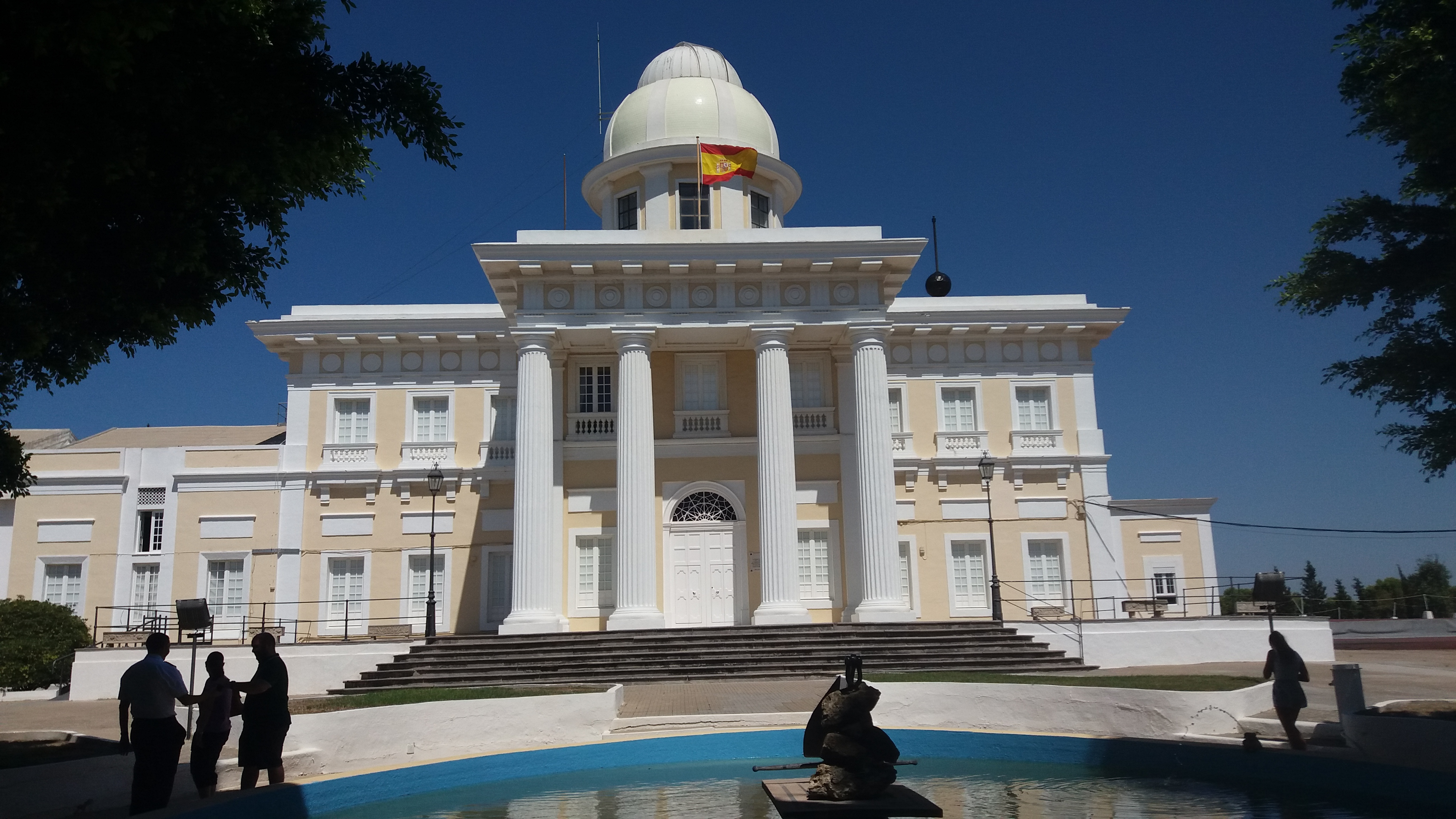
Vista frontal del edificio principal.

El edificio constituye, por su simplicidad y pureza de líneas, un bello ejemplo de arquitectura neoclásica. La fachada, basada en el ideal arquitectónico grecorromano, destaca por su orden y claridad. En el proyecto inicial de Vicente Tofiño, se diseñó el edificio con una planta rectangular, rodeada de galerías. Pero fue finalmente el proyecto del Marqués de Ureña el que acabó siendo elegido, en el que se utilizó una planta cruciforme, simulando al Observatorio de Oxford, siendo las razones de elegir este tipo de planta era porque poseía más divisiones, mayor luminosidad en las oficinas y por la elegancia arquitectónica del edificio. El edificio está dividido en tres salas, cada una de ellas dedicada a una función diferente: Astronomía, Geofísica y Hora. Muy destacable es la biblioteca, que ocupa la mayor parte del edificio y alberga un buen patrimonio de incunables y manuscritos, más de 30.000 volúmenes, incluida la importante colección de publicaciones periódicas, y que está considerada como una de las bibliotecas científicas más importantes del país. Culmina al edificio la majestuosa cúpula, de mediados del siglo XX, y muestra un tambor donde se encuentra una serie de ventanales. Hasta hace relativamente poco tiempo, la cúpula se remataba con un pararrayos pero por la instalación de nuevos instrumentos fue reformada y, en la actualidad, de la media naranja surge una semicúpula metálica giratoria que, una vez abierta, permite observaciones en cualquier punto del cielo.

## Historia

Distintivo del Real Instituto y Observatorio de la Armada.

Sus orígenes se deben al marino y científico Jorge Juan Santacilia, que, a mediados del siglo XVIII, propuso al Marqués de la Ensenada la creación de un observatorio astronómico en el Castillo de la Villa (Cádiz), por entonces sede de la Academia de Guardiamarinas, con el objetivo de enseñar a los futuros oficiales la ciencia de la astronomía, tan importante para la navegación.
Como consecuencia de esta propuesta se creó en 1753 el Real Observatorio de Cádiz, como una dependencia anexa a la Academia de Guardiamarinas. A partir de entonces, este observatorio, el más meridional de Europa, fue ganando un prestigio en el contexto astronómico europeo gracias a los trabajos realizados por estudiosos como Luis Godin o Vicente Tofiño de San Miguel y al apoyo técnico y científico prestado a las expediciones ilustradas del último tercio del siglo XVIII.
Las obras de construcción del actual edificio en la Isla de León, trazado por el Marqués de Ureña en 1791, se iniciaron el 3 de octubre de 1793 y concluyeron en 1797. En 1798 el edificio se trasladó a esta nueva sede.
En el año 1878 se construyó una esfera de señales horarias para señalizar la hora a los navegantes, necesaria importancia para navegación precisa. Por esta razón el ROA determina la hora oficial en España, llamada Hora ROA.
Posteriormente, el edificio fue remodelado por arquitectos como Torcuato José Benjumeda o José Antonio Laveaga, produciéndose la última y mayor reforma en 1857. A lo largo del siglo XVIII, tuvieron una gran influencia en el observatorio personajes tan conocidos como José Sánchez Cerquero o Cecilio Pujazón. A lo largo de estos años el ROA se ha dedicado a tareas de vital importancia para la ciencia y la Armada españolas, como el cálculo de las efemérides y la publicación del Almanaque náutico, el Curso de Estudios Superiores, el Depósito de Cronómetros e Instrumentos de la Marina, las observaciones meteorológicas, sísmicas y magnéticas y la determinación científica de la hora.
En 1801 se realiza un pequeño traslado del Meridiano de Cádiz, como referencia de los buques españoles y compitiendo con el de Greenwich a nivel internacional. La batalla por ser la referencia internacional la ganó Greenwich en 1884, y el Meridiano de Cádiz cayó en el olvido.
Entre 2014 y 2017 se construyó el nuevo Laboratorio de la Hora, con tres millones de euros de inversión. Es la referencia de la hora oficial de España. El 15 de septiembre de 2017 Felipe VI inauguró la nueva instalación.

## Misiones
Sus misiones son: 
- Observatorio astronómico y geofísico.
- Investigación en aquellos campos de la ciencia físico-matemática que se juzguen de interés para la Marina.
- Proporcionar formación científica superior al personal de la Armada Española.
- Calcular y difundir la hora legal oficial de España UTC (conocida como Hora ROA), instalación renovada en 2017.[6]